# Bela I
Bela I (węg. I. Béla, ur. ok. 1015, zm. 11 września 1063) – król Węgier 1061–1063 z dynastii Arpadów.
Stryjeczny bratanek Stefana I, w latach 30. XI wieku musiał opuścić Węgry. Przez dłuższy czas przebywał w Polsce, gdzie poślubił córkę króla Mieszka II. Powrócił na Węgry w 1048 i otrzymał od swojego brata Andrzeja I trzecią część królestwa. Uznany za następcę tronu, zbuntował się w 1057, kiedy koronowano jego bratanka Salomona. Z polską pomocą w 1060 pokonał Andrzeja I i objął tron.
Ojciec węgierskich królów Gejzy I i Władysława I Świętego.

## Życiorys
Syn Vazula, stryjecznego brata Stefana I Świętego. Brat Leventego i Andrzeja I.
Nosił imię Bela, będące węgierskim odpowiednikiem imienia Adalbert. W niektórych opracowania pojawia się jako Bela I Wojciech. Spowodowane jest faktem, że imię Adalbert w krajach niesłowiańskich uchodziło za odpowiednik słowiańskiego imienia Wojciech.
Gdy Vazul za próbę zamachu stanu został oślepiony na rozkaz swojego stryjecznego brata króla Stefana I, synowie buntownika zbiegli z Węgier. Stało się to po 1031, a przed sierpniem 1038, według przypuszczenia Bálinta Hómana około 1035.
Bela z braćmi najpierw przebywał w Czechach, później w Polsce. Tam w zamian za zasługi położone w walce z Pomorzanami otrzymał rękę córki Mieszka II Lamberta, króla Polski. Małżeństwo to zwykle datuje się na około 1043.
W 1048 powrócił do ojczyzny. Od swojego brata Andrzeja I otrzymał trzecią część królestwa oraz zapewnienie, że po jego śmierci obejmie tron. W 1051 i 1052 wspierał brata w walkach z Niemcami. Współpraca między braćmi załamała się po narodzinach Salomona, syna Andrzeja I. Jego koronacja w 1057 doprowadziła do otwartego wystąpienia Beli przeciwko bratu. Andrzej I zapewnił sobie pomoc niemiecką, zaręczając Salomona z Judytą, siostrą króla Henryka IV. W takiej sytuacji Bela udał się do Polski, gdzie panował Bolesław II Szczodry, bratanek jego żony.
Bela, wspierany przez Polaków, jesienią 1060 wkroczył na Węgry i w bitwie pod Mosony pokonał Andrzeja I, który zmarł w wyniku ran odniesionych w walce.
Bela I jako król Węgier stłumił drugie powstanie Vaty. Musiał też walczyć ze swoim bratankiem Salomonem, zgłaszającym pretensje do tronu.
Został pochowany w opactwie benedyktyńskim w Szekszárdzie.

## Małżeństwo i potomstwo

### Małżeństwo
Bela I był żonaty z nieznaną z imienia córką Mieszka II, króla Polski. Data ślubu nie jest pewna. Większość badaczy datuje go na około 1043, inni przesuwają go na około 1036. Według późnych źródeł węgierskich ręka polskiej królewny była nagrodą za udział Beli I w zwycięskiej dla Polaków bitwie z Pomorzanami.
W tym czasie sytuacja na Węgrzech była niestabilna, a Bela był tylko jednym z pretendentów do tronu. Przypuszcza się, że ten ślub był elementem szerszej polityki Kazimierza I Odnowiciela i jego szwagra, ruskiego księcia Jarosława Mądrego, mającej na celu wspieranie węgierskiej opozycji przeciwnej tamtejszemu królowi Piotrowi. Mniej więcej w tym samym czasie Andrzej, starszy brat Beli, ożenił się z córką Jarosława.
Imię żony Beli nie jest znane. Ryksa jest propozycją starszej literatury, opierającą się jedynie na tym, że tak samo nazywała się jej matka. Polscy historycy Jerzy Dowiat i Tadeusz Wasilewski wysunęli hipotezę, że nosiła imię Adelajda. Hipoteza ta wyjaśniłaby, dlaczego w Kronice polsko-węgierskiej przypisywano Mieszkowi I córkę o tym imieniu, królową Węgier (autor pomylił Mieszka I z Mieszkiem II). Imię Adelajda córka Mieszka II mogłaby otrzymać po siostrze swojej matki, ksieni w Nivelles.
Pojawił się pogląd, że po śmierci swojej polskiej żony Bela I ożenił się powtórnie z Tutą, występującą w kilku dokumentach jako królowa. W literaturze bierze się pod uwagę możliwość, że Tuta była żoną Piotra Orseolo.

### Potomstwo
Bela I i jego polska żona doczekali się trzech synów – byli nimi:
- Gejza I, ur. 1044/1045, zm. 25 kwietnia 1077, król Węgier,
- Władysław I Święty, ur. ok. 1048, zm. 20 czerwca 1095, król Węgier,
- Lambert, zm. ok. 1096.

W literaturze istnieją pewne rozbieżności co do liczby córek Beli I. Literatura zgodnie uznaje, że były nimi:
- Zofia, zm. 18 czerwca 1095, od 1062 lub 1063 żona Ulryka I, margrabiego Karyntii, a po 6 marca 1070 Magnusa, księcia saskiego,
- Helena, zm. przed 1095, żona Dymitra Zwonimira, króla Chorwacji,
- nieznanego imienia żona hrabiego Lamberta (zm. 1132).

W części opracowań jako córki Beli I są wymienione także:
- Maria, od 1068 żona Andronika Dukasa, cesarza bizantyjskiego,
- Anna Lankijska, żona Rościsława Włodzimierzowica, księcia tmutorokańskiego.

Dawniej przypisywano Beli I jeszcze jedną córkę Eufemię, żonę księcia morawskiego Ottona I; nowsze badania wskazują na to, że była jednak córką Andrzeja I.